# Ščetičevke
Ščetičevke (znanstveno ime Dipsacaceae) so družina (biologija) rastlin iz reda ščetičevcev. Vanjo je v enajstih rodovih vključenih 350 vrst dveletnih zeli in trajnic. Družina je samoniklo razširjena v zmernem pasu od Evrope do Azije in v Afriki. Kasneje se je rastlina razširila tudi drugam.

## Rodovi
- Acanthocalyx
- Dipsacus (ščetica)
- Knautia (grabljišče)
- Scabiosa (grintavec)
- Succisa (izjevka)
- Succisella (objed)
- Morina -- nekateri botaniki ta rod uvrščajo v samostojno družino Morinaceae.
- Cephalaria (obloglavka)
- Pterocephalus
- Callistemma
- Pycnocomon
- Triplostegia